# Kostel svatého Cyrila a Metoděje (Rostěnice)
Kostel svatého Cyrila a Metoděje je římskokatolický chrám v Rostěnicích. Postaven byl v novorománském slohu mezi lety 1857 a 1863. Je filiálním kostelem kučerovské farnosti. Dříve byl farním kostelem farnosti Rostěnice, která byla zrušena v roce 2024. Nachází se na východním okraji vsi, vedle něj se rozkládá hřbitov.